# Міста Київської області

Київська область на карті України

До складу Київської області входять 26 міст. Найбільшим за населенням є Біла Церква з населенням у 207 273 особи за даними Державної служби статистики України від 1 січня 2022 року.
Місто Київ має спеціальний статус, визначений Конституцією, як частина адміністративного поділу України першого рівня. Київ не входить до жодної області, хоча і є офіційною столицею Київської області.
Отримати статус міста в України мають право населені пункти, які мають населення понад 10 000 осіб. Цей статус мають чимало міст, які не задовольняють цій вимозі, виходячи з їхнього історичного, економічного або географічного значення. До міської території часто входять прилеглі поселення, які становлять з ним єдину соціальну, економічну та історичну спільність.
У списку показані міста та містечка Київської області, офіційні назви українською мовою, їхня площа, населення, район, географічні координати адміністративних центрів, мовний склад (зазначені мови, що становлять понад 1% від населення за даними Всеукраїнського перепису населення 2001 року), положення на карті області. 
Обласне значення мають 13 міст Київської області: Бориспіль, Березань, Біла Церква, Бровари, Буча, Васильків, Ірпінь, Обухів, Переяслав, Прип'ять, Ржищів, Славутич, Фастів.

## Список міст і містечок

### Міста
| Назва       | Зображення | Площа (км²) | Населення (за роками перепису та державної статистики) | Населення (за роками перепису та державної статистики) | Район                 | Рідна мова (2001)                                         | Карта |
| Назва       | Зображення | Площа (км²) | 2001                                                   | 2022                                                   | Район                 | Рідна мова (2001)                                         | Карта |
| ----------- | ---------- | ----------- | ------------------------------------------------------ | ------------------------------------------------------ | --------------------- | --------------------------------------------------------- | --- |
| Березань    |            | 32.92       | 17516                                                  | 16047                                                  | Броварський район     | українська — 92.12% російська — 7.45%                     | 50°18′27″ пн. ш. 31°29′06″ сх. д. / 50.30750° пн. ш. 31.48500° сх. д.БерезаньБерезань (Київська область)       |
| Біла Церква |            | 67.84       | 196023                                                 | 207273                                                 | Білоцерківський район | українська — 86.61% російська — 12.31%                    | 49°47′44″ пн. ш. 30°07′00″ сх. д. / 49.79556° пн. ш. 30.11667° сх. д.Біла ЦеркваБіла Церква (Київська область) |
| Богуслав    |            | 15.9        | 16911                                                  | 15789                                                  | Обухівський район     | українська — 96.20% російська — 3.53%                     | 49°32′48″ пн. ш. 30°52′22″ сх. д. / 49.54667° пн. ш. 30.87278° сх. д.БогуславБогуслав (Київська область)       |
| Бориспіль   |            | 37.1        | 53336                                                  | 64117                                                  | Бориспільський район  | українська — 88.28% російська — 11.19                     | 50°21′04″ пн. ш. 30°57′03″ сх. д. / 50.35111° пн. ш. 30.95083° сх. д.БориспільБориспіль (Київська область)     |
| Боярка      |            | 13          | 34502                                                  | 34394                                                  | Фастівський район     | українська — 86.25% російська — 13.11%                    | 50°19′44″ пн. ш. 30°17′44″ сх. д. / 50.32889° пн. ш. 30.29556° сх. д.БояркаБоярка (Київська область)           |
| Бровари     |            | 34          | 86165                                                  | 109806                                                 | Броварський район     | українська — 86.44% російська — 12.89%                    | 50°30′41″ пн. ш. 30°47′25″ сх. д. / 50.51139° пн. ш. 30.79028° сх. д.БровариБровари (Київська область)         |
| Буча        |            | 26.57       | 28279                                                  | 37321                                                  | Бучанський район      | українська — 88.18% російська — 11.34%                    | 50°32′47″ пн. ш. 30°14′06″ сх. д. / 50.54639° пн. ш. 30.23500° сх. д.БучаБуча (Київська область)               |
| Васильків   |            | 21.3        | 39340                                                  | 37068                                                  | Обухівський район     | українська — 87.29% російська — 12.19%                    | 50°11′11″ пн. ш. 30°19′50″ сх. д. / 50.18639° пн. ш. 30.33056° сх. д.ВасильківВасильків (Київська область)     |
| Вишгород    |            | 8.7         | 22867                                                  | 33109                                                  | Вишгородський район   | українська — 77.25% російська — 22.11%                    | 50°35′14″ пн. ш. 30°29′20″ сх. д. / 50.58722° пн. ш. 30.48889° сх. д.ВишгородВишгород (Київська область)       |
| Вишневе     |            | 25.20       | 34295                                                  | 42983                                                  | Бучанський район      | українська — 87.66% російська — 11.79%                    | 50°23′13″ пн. ш. 30°21′29″ сх. д. / 50.38694° пн. ш. 30.35806° сх. д.ВишневеВишневе (Київська область)         |
| Ірпінь      |            | 110         | 39950                                                  | 65167                                                  | Бучанський район      | українська — 84.81% російська — 14.48%                    | 50°31′10″ пн. ш. 30°14′41″ сх. д. / 50.51944° пн. ш. 30.24472° сх. д.ІрпіньІрпінь (Київська область)           |
| Кагарлик    |            | 21          | 13802                                                  | 13133                                                  | Обухівський район     | українська — 96.61% російська — 3.2%                      | 49°51′08″ пн. ш. 30°48′33″ сх. д. / 49.85222° пн. ш. 30.80917° сх. д.КагарликКагарлик (Київська область)       |
| Миронівка   |            | 11.5        | 13253                                                  | 11103                                                  | Обухівський район     | українська — 96.25% російська — 3.40%                     | 49°39′00″ пн. ш. 30°59′00″ сх. д. / 49.65000° пн. ш. 30.98333° сх. д.МиронівкаМиронівка (Київська область)     |
| Обухів      |            | 24.2        | 32737                                                  | 33287                                                  | Обухівський район     | українська — 87.11% російська — 12.26%                    | 50°07′48″ пн. ш. 30°39′24″ сх. д. / 50.13000° пн. ш. 30.65667° сх. д.ОбухівОбухів (Київська область)           |
| Переяслав   |            | 32          | 31621                                                  | 26273                                                  | Бориспільський район  | українська — 95.89% російська — 3.61%                     | 50°03′58″ пн. ш. 31°26′32″ сх. д. / 50.06611° пн. ш. 31.44222° сх. д.ПереяславПереяслав (Київська область)     |
| Ржищів      |            | 35.6        | 8436                                                   | 7175                                                   | Обухівський район     | українська — 95.14% російська — 4.27%                     | 49°57′40″ пн. ш. 31°02′37″ сх. д. / 49.96111° пн. ш. 31.04361° сх. д.РжищівРжищів (Київська область)           |
| Сквира      |            | 20          | 18009                                                  | 15165                                                  | Білоцерківський район | українська — 97.62% російська — 1.90%                     | 49°44′00″ пн. ш. 29°41′00″ сх. д. / 49.73333° пн. ш. 29.68333° сх. д.СквираСквира (Київська область)           |
| Славутич    |            | 20.824      | 24549                                                  | 24464                                                  | Вишгородський район   | українська — 55.42% російська — 42.58% білоруська — 1.25% | 51°31′21″ пн. ш. 30°43′05″ сх. д. / 51.52250° пн. ш. 30.71806° сх. д.СлавутичСлавутич (Київська область)       |
| Тараща      |            | 36.96       | 13307                                                  | 9689                                                   | Білоцерківський район | українська — 97.38% російська — 2.24%                     | 49°33′00″ пн. ш. 30°30′00″ сх. д. / 49.55000° пн. ш. 30.50000° сх. д.ТаращаТараща (Київська область)           |
| Тетіїв      |            | 13.4        | 15111                                                  | 12640                                                  | Білоцерківський район | українська — 97.68% російська — 2.6%                      | 49°22′15″ пн. ш. 29°41′24″ сх. д. / 49.37083° пн. ш. 29.69000° сх. д.ТетіївТетіїв (Київська область)           |
| Узин        |            | 80          | 13179                                                  | 11921                                                  | Білоцерківський район | українська — 88.82% російська — 10.19%                    | 49°49′27″ пн. ш. 30°26′33″ сх. д. / 49.82417° пн. ш. 30.44250° сх. д.УзинУзин (Київська область)               |
| Українка    |            | 5.91        | 13978                                                  | 16081                                                  | Обухівський район     | українська — 71.18% російська — 28.15%                    | 50°09′00″ пн. ш. 30°45′07″ сх. д. / 50.15000° пн. ш. 30.75194° сх. д.УкраїнкаУкраїнка (Київська область)       |
| Фастів      |            | 43          | 51552                                                  | 44014                                                  | Фастівський район     | українська — 90.83% російська — 8.61%                     | 50°04′29″ пн. ш. 29°55′05″ сх. д. / 50.07472° пн. ш. 29.91806° сх. д.ФастівФастів (Київська область)           |
| Яготин      |            | 57.5        | 23556                                                  | 18995                                                  | Бориспільський район  | українська — 95.49% російська — 4.12%                     | 50°15′25″ пн. ш. 31°46′54″ сх. д. / 50.25694° пн. ш. 31.78167° сх. д.ЯготинЯготин (Київська область)           |

### Міста Чорнобильської зони відчуження
| Назва     | Зображення | Площа (км²) | Населення (за роками перепису та державної статистики) | Населення (за роками перепису та державної статистики) | Район | Карта |
| Назва     | Зображення | Площа (км²) | до 1986                                                | Зараз                                                  | Район | Карта |
| --------- | ---------- | ----------- | ------------------------------------------------------ | ------------------------------------------------------ | ----- | --- |
| Прип'ять  |            | 87          | 49400                                                  | 0                                                      | —     | 51°23′41″ пн. ш. 30°05′07″ сх. д. / 51.39472° пн. ш. 30.08528° сх. д.Прип'ятьПрип'ять (Київська область)    |
| Чорнобиль |            | 4           | 12458                                                  | 1054                                                   | —     | 51°16′00″ пн. ш. 30°13′00″ сх. д. / 51.26667° пн. ш. 30.21667° сх. д. ЧорнобильЧорнобиль (Київська область) |